# Lucila Rubio de Laverde
Lucila Rubio de Laverde (Facatativá, 3 de julio de 1908 -ib.,21 de marzo de 1970) fue una sufragista, escritora, socialista, profesora y Antropóloga colombiana conocida por ser una de las principales sufragistas de su país. Fue la primera mujer en presentar una demanda de voto al presidente de Colombia.

## Biografía
Rubio nació en Facatativá, Colombia. Estudió en el Colegio Departamental La Merced, y en Colegio Británico, posteriormente estudió antropología en la Universidad Nacional de Colombia. Contrajo matrimonio con Eduardo Laverde.
En 1937 fundó y dirigió el Colegio Federico Froebel que funcionó durante ocho años y que fue uno de los primeros colegios mixtos de la ciudad. Falleció el 21 de marzo de 1970 a los 62 años.

## Lucha Feminista
Comenzó su activismo en la década de 1930, cuando luchó por los derechos económicos de las mujeres. Uno de sus propósitos en esa época era una legislación que otorgara acuerdos prenupciales, además de que fue una defensora de la convivencia y habló en contra del trato de la Iglesia a las mujeres.En la década de 1940, Rubio se había convertido en una de las líderes del movimiento por los derechos de las mujeres en Colombia y una sufragista notable. Fue una de las fundadoras de la Unión Femenina de Colombia (UFC), creada en Bogotá en 1944 y que habría de consolidarse como una de las organizaciones de mujeres más importantes durante este tiempo. Con el tiempo se extendió a otras ciudades y promovió el derecho al voto, la alfabetización de las mujeres y los derechos de los ciudadanos. Rubio de Laverde se desempeñó como presidenta de la organización, y también fue presidenta de la Alianza Femenina de Colombia, fundada el mismo año. En 1944, la UFC recogió más de 500 firmas presionando por el voto y Rubio de Laverde se las presentó al presidente Alfonso López Pumarejo, exigiendo el derecho al voto de las mujeres.
Escribió para Agitación Femenina entre 1944 y 1946, y sus publicaciones versaban sobre los problemas sociales en Colombia desde una perspectiva feminista, colaborando inclusive en otros periódicos y revistas como Pax et Libertas, Verdad y Dominical. Impartió conferencias en la Escuela de Servicio Social, el Instituto de la Mujer de la Universidad Libre y el Colegio Mayor de Cundinamarca.
En Colombia, asistió tanto a la conferencia de sufragio de 1945 como a la conferencia de 1946, donde advirtió que las mujeres no deben limitarse a sus hogares, sino que deben ser ciudadanas plenamente participantes. También asistió al Primer Congreso Interamericano de Mujeres realizado en la Ciudad de Guatemala, Guatemala en 1947, y presidió la sesión final donde se redactaron las resoluciones. Años más tarde asistió al Segundo Congreso de Mujeres de las Américas y a la reunión del Consejo Internacional de Mujeres de 1960 en Varsovia. En 1962 asistió al XV Congreso de la Liga por la Paz y la Libertad, celebrado en San Francisco, California y participó en los debates sobre ensayos nucleares. En 1963, Rubio acudió a la peregrinación de Mujeres por la Paz en Roma y Ginebra.

## Obras
- El Voto Femenino: Opinión de una mujer Facatativeña
- Perfiles de Colombia (1965)[16]
- Concordato y Teocracia
- Ideales Femeninos
- Mensajes a las mujeres de Colombia
- Postulados del Feminismo